# Premier ministre des Pays-Bas
Pour les articles homonymes, voir Premier ministre.
Le Premier ministre des Pays-Bas (en néerlandais : minister-president van Nederland officiellement, premier van Nederland couramment) est le président du Conseil des ministres en vertu de la Constitution du royaume des Pays-Bas. De facto, le titulaire de la fonction est chef du gouvernement et par extension détenteur du pouvoir exécutif. De jure, le monarque demeure chef du gouvernement néerlandais.
Principale personnalité politique néerlandaise, le Premier ministre dirige, par convention, le parti le plus important à la Seconde Chambre des États généraux, issue des élections législatives. Le poste est dit primus inter pares, les ministres disposant d'une importante autonomie politique, le Premier ministre s'assurant notamment de la collégialité du gouvernement.
Depuis 1947, le Premier ministre est simultanément ministre des Affaires générales, responsable de l'administration gouvernementale, dont la maison royale fait partie.
Le titre de Premier ministre est en usage depuis 1945. Il succède à celui de président du Conseil des ministres, utilisé à partir de 1848. Dick Schoof est le titulaire du poste depuis le 2 juillet 2024.

## Intitulé
Le titre officiel en néerlandais est minister-president van Nederland — littéralement en français : « ministre-président des Pays-Bas ».
En français, le titre est traduit par « Premier ministre des Pays-Bas ». Les médias néerlandais utilisent plus souvent le titre raccourci premier.
De 1848 à 1945, le titre officiel est « président du Conseil des ministres des Pays-Bas » (voorzitter van de ministerraad van Nederland).

## Historique
Les fonctions de ministre et Premier ministre sont déterminées par la révision constitutionnelle de 1848, supervisée par Johan Thorbecke, qui dispose que le gouvernement est responsable devant les États généraux et le souverain. Jusqu'alors, le gouvernement n'était responsable que devant ce dernier. Depuis 1848, les Pays-Bas sont donc sous le régime d'une monarchie parlementaire.
Depuis 1945, le décret de nomination du président du Conseil des ministres mentionne le titre de « Premier ministre », explicitement repris par la Constitution du royaume des Pays-Bas lors d'une révision en 1983.

## Nomination
Bien qu'il n'existe aucune règle formelle, le Premier ministre est généralement issu du plus important parti politique appartenant au gouvernement. De même, il s'agit le plus souvent du formateur désigné par la Seconde Chambre. Jusqu'en 2012, avant la formation du cabinet Rutte II, le monarque était responsable de la nomination du formateur.
Le formateur est politiquement responsable de l'ensemble du processus de formation du cabinet. En présentant la déclaration de politique générale devant la Seconde Chambre traditionnellement accompagné des autres ministres, il engage cette responsabilité. Le Premier ministre est désigné pour un mandat de quatre ans et entre en fonction après un vote de confiance parlementaire envers son cabinet. Il prête serment devant le monarque. Sa nomination est officialisée par arrêté royal.
L'article 43 de la Constitution des Pays-Bas dispose que l'arrêté de nomination du Premier ministre doit être signé par le monarque, l'article 48 énonçant que le chef du gouvernement doit contresigner le dit acte, marquant de son accord quant à la prise de fonction. L'article affirme également qu'une nomination ministérielle par le monarque n'est valide qu'après signature du Premier ministre.

## Pouvoirs et fonctions
Le Premier ministre est dit primus inter pares : les autres ministres, sans mettre en défaut la collégialité du gouvernement, disposent d'une forte autonomie politique. Le Premier ministre est simultanément ministre des Affaires générales (minister van Algemene Zaken).

« Constitutionnellement, le Premier ministre est premier parmi ses pairs. [...] il est président du Conseil des ministres, il [n'est pas] censé être le patron de ses pairs. [...] Il est inconcevable qu'un Premier ministre de n'importe quel parti, dise aux ministres [...] d'un autre parti comment faire leur travail et encore moins annule [leurs décisions]. »

— Wouter de Winther, commentateur politique au Telegraaf
La Constitution des Pays-Bas n'inclut pas de nombre plafond de mandats, un gouvernement pouvant demander la confiance de la Seconde Chambre sans regard pour qui le dirige. Le Premier ministre et ses ministres sont choisis pour un mandat de quatre ans, qui peut être interrompu par une motion de censure — individuelle ou collective — de la Seconde Chambre.
En cas de démission, le monarque demande le plus souvent au Premier ministre d'expédier les affaires courantes en l'attente d'élections législatives. Les parlementaires peuvent alors marquer des dossiers de la mention « controversé », afin qu'ils ne soient traités que lors du mandat suivant.

### Président du Conseil des ministres

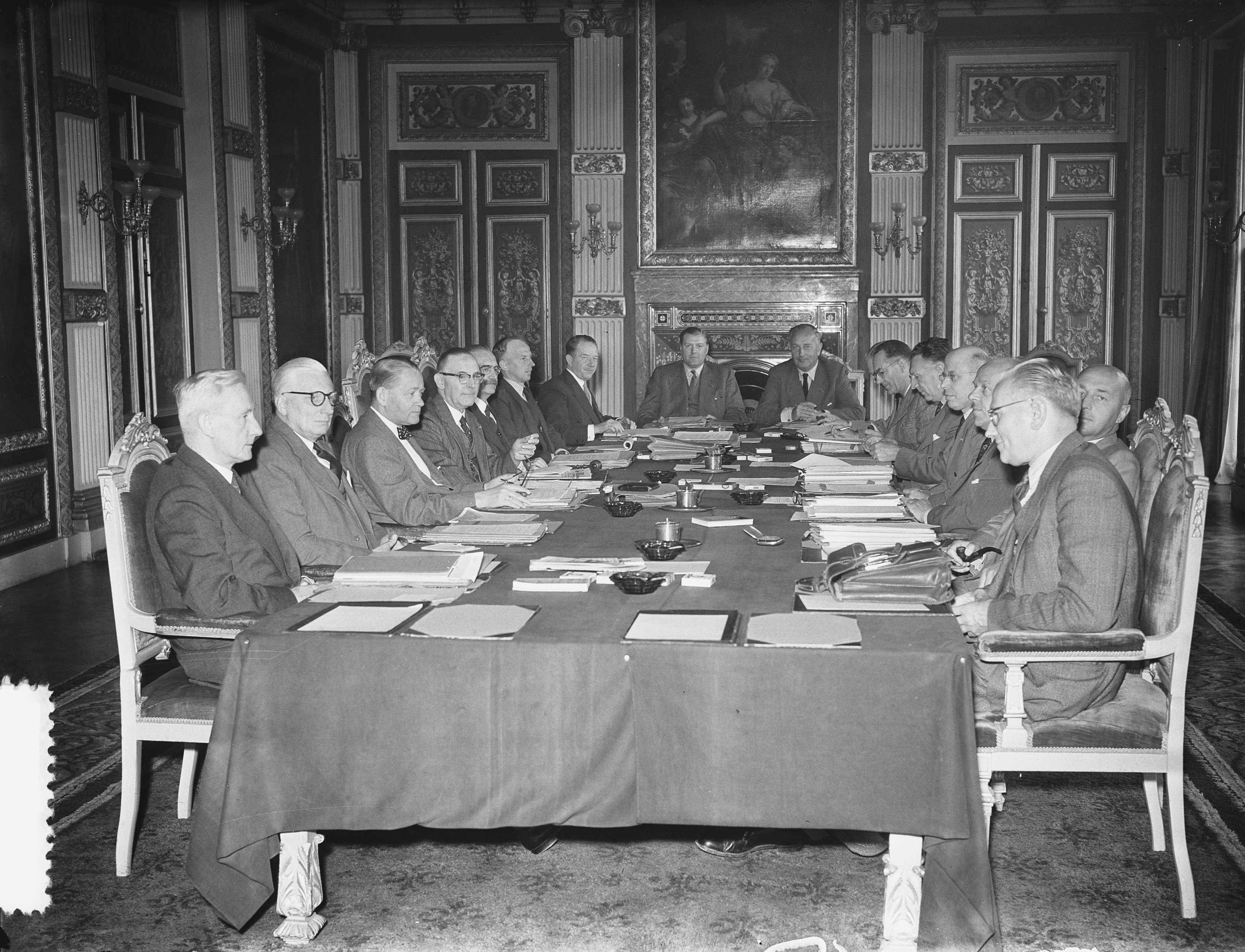
Le Conseil des ministres sous Willem Drees, en 1952, à la Binnenhof.

Conformément au règlement du Conseil des ministres, le Premier ministre dispose de différents pouvoirs. Il fixe l'ordre du jour des réunions qui se tiennent le vendredi, en assure la présidence et contrôle la mise en œuvre des décisions. Il peut, le cas échéant, être remplacé par le vice-Premier ministre, le titulaire de ce titre étant le plus souvent issu du deuxième plus important parti de la coalition gouvernementale. Traditionnellement, il existe autant de vice-Premiers ministres qu'il y a de partis partenaires au sein de la coalition.
Le Premier ministre est aussi président du Conseil des ministres du royaume des Pays-Bas, qui accueille, outre les participants au Conseil des ministres des Pays-Bas, les représentants à La Haye des États autonomes d'Aruba, de Curaçao et de Saint-Martin, dans la mer des Caraïbes, appelés ministres plénipotentiaires (gevolmachtigde ministers).
Le statut du royaume des Pays-Bas (article 12) lui donne le droit de trancher une décision en cas de blocage.

### Ministre des Affaires générales
| |  |  |
| À gauche, la Catshuis, résidence du Premier ministre néerlandais, photographiée en 1999. À droite, la Torentje, bureau du Premier ministre à la Binnenhof, où siège le ministère des Affaires générales. |  |  |

Il incombe au Premier ministre la direction du ministère des Affaires générales. Le texte de 1947 énonçant son rétablissement dispose que ce département ministériel est « responsable de toutes les questions relatives à la politique générale du gouvernement du Royaume, en ce qu'elle ne relève pas d'un autre département de l'administration publique », ce qui n'aide pas à déterminer avec précision les fonctions de ce ministère outre qu'il soit l'administration du Premier ministre. Par tradition, le Premier ministre porte donc également le titre de ministre des Affaires générales, de ce fait étant le seul ministre avec deux portefeuilles, hors circonstances exceptionnelles.
Le secrétaire général du ministère des Affaires générales, est, en sa qualité de président de la réunion hebdomadaire des secrétaires généraux ministériels, le plus haut fonctionnaire des Pays-Bas.
Les bureaux du Premier ministre se situent dans la Torentje, un bâtiment faisant partie de la Binnenhof, ensemble de bâtiments gouvernementaux situés à La Haye. En revanche, sa résidence officielle est la Catshuis, également à La Haye. Lorsqu'il était premier ministre, Mark Rutte habitait un appartement en son nom, la Catshuis lui servant à recevoir dans le cadre de ses fonctions.

### Rôle international

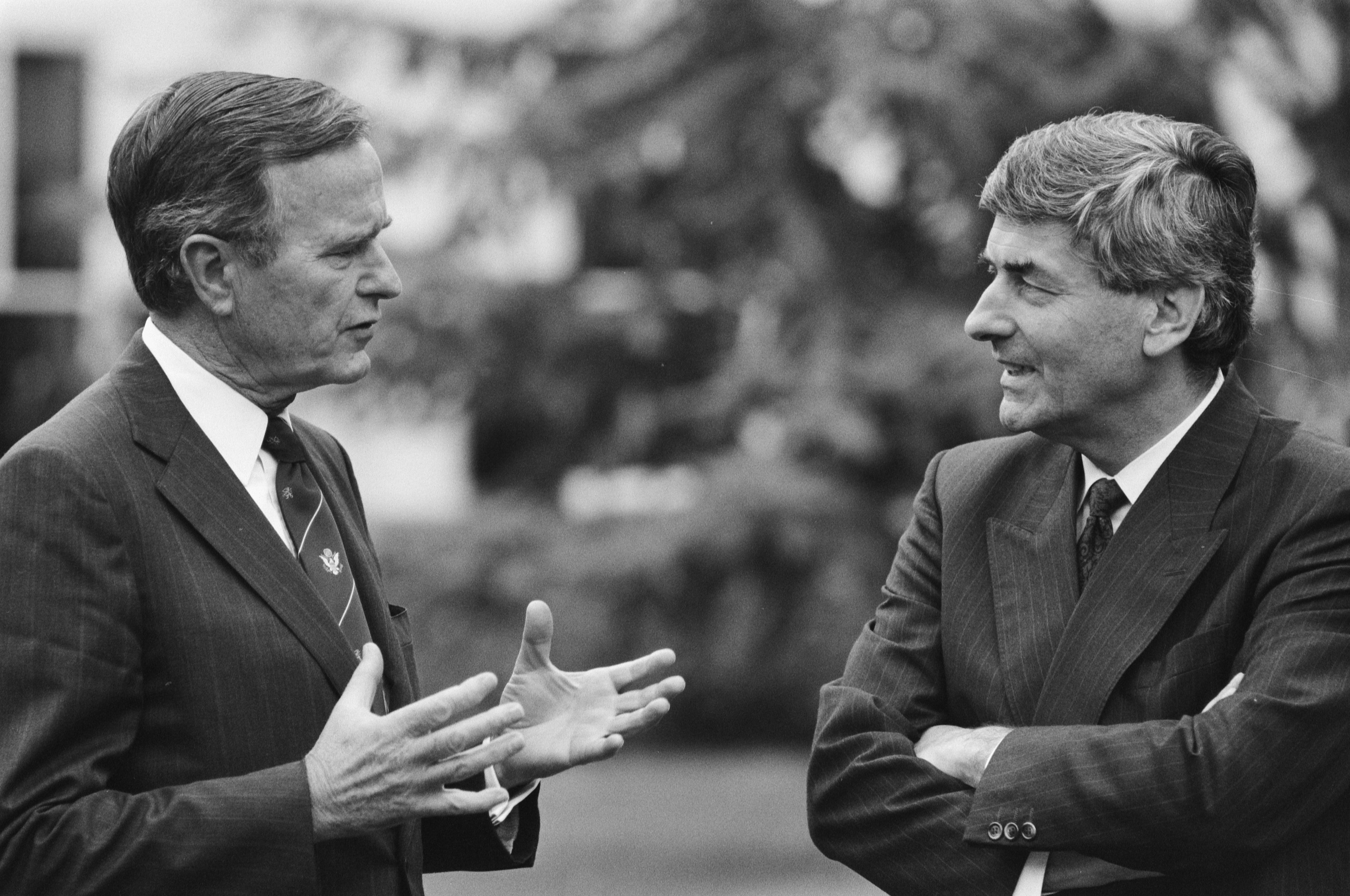
Ruud Lubbers (à droite) avec le président américain George H. W. Bush dans les jardins de la Catshuis, en 1989.

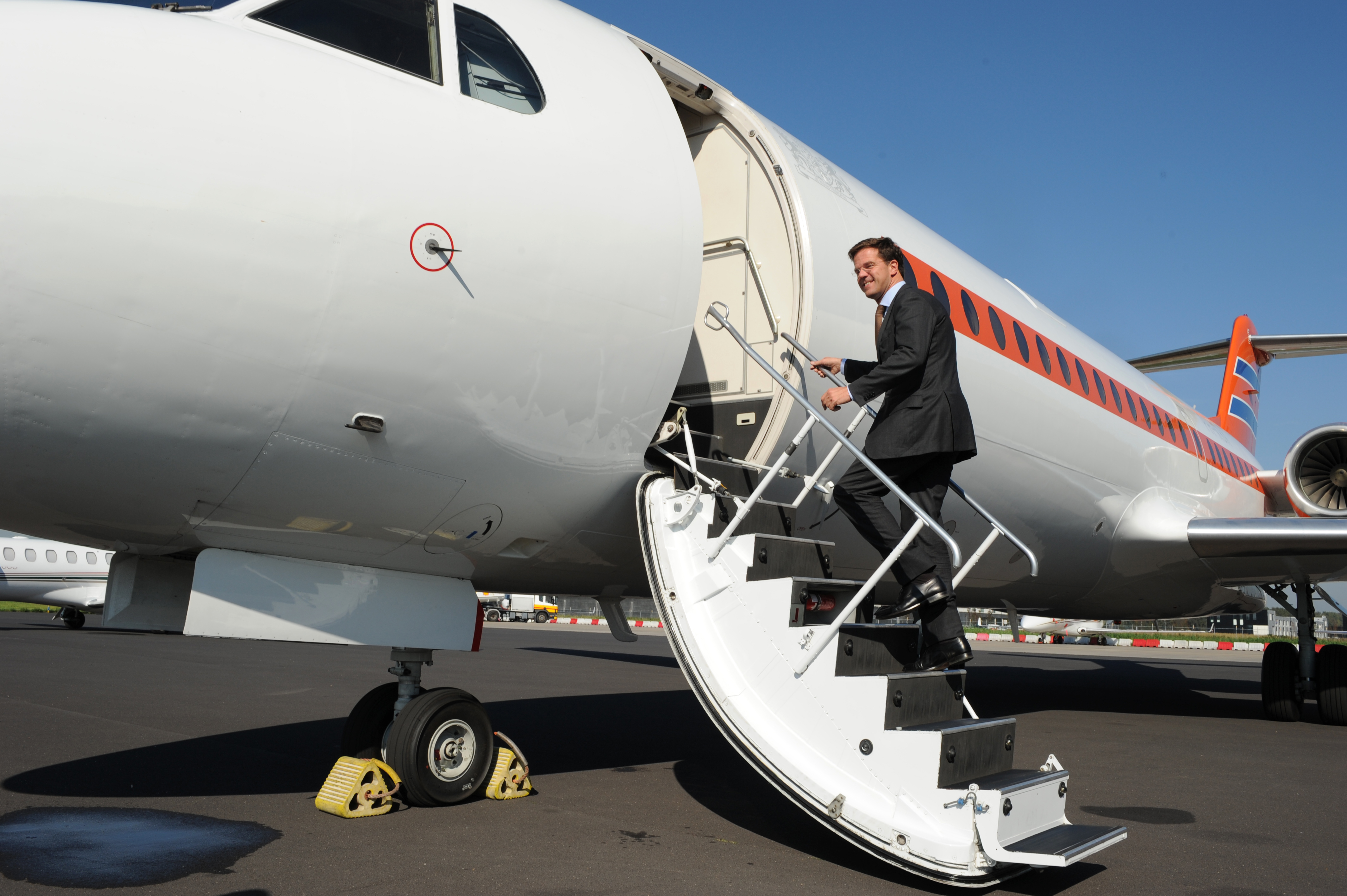
Mark Rutte montant dans l'avion du gouvernement néerlandais (2011).

Au titre de ses fonctions, le Premier ministre participe aux réunions internationales et entretient des contacts internationaux bilatéraux. Il représente les Pays-Bas lors des séances du Conseil européen, en compagnie du ministre des Affaires étrangères, qui n'est souvent pas issu du même parti que lui. Le Premier ministre est par ailleurs responsable de ses actes lors de ces réunions devant le Parlement.

### Relations avec la famille royale
Le Premier ministre est responsable des actes de la famille royale et a des contacts hebdomadaires avec le souverain sur la politique du gouvernement, y compris après la réunion du Conseil des ministres. Il lui revient d'annoncer le décès d'un membre de la maison d'Orange-Nassau.

### Conférence de presse hebdomadaire

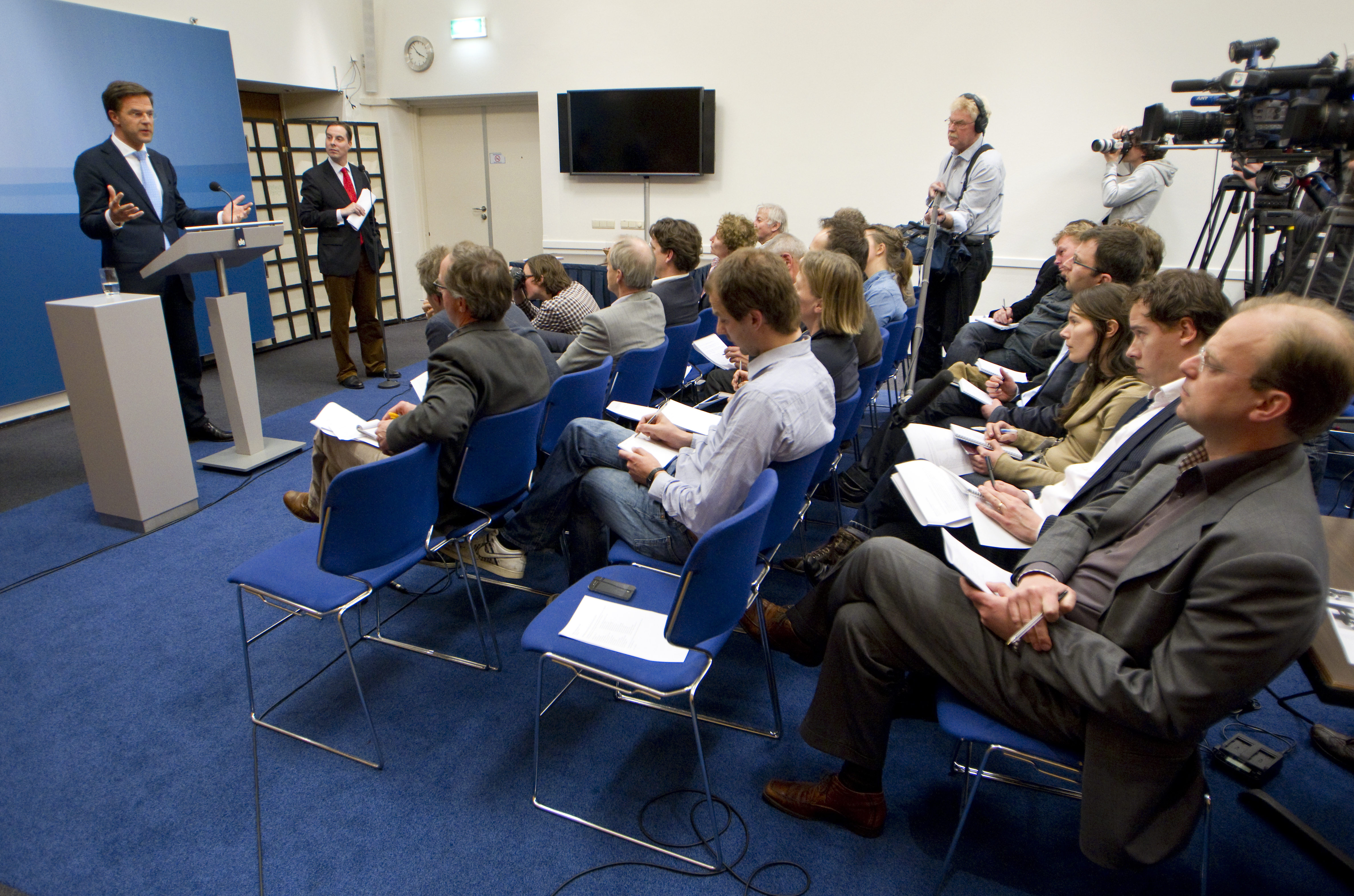
Conférence de presse hebdomadaire (2011).

Lors de la conférence de presse qui suit le Conseil des ministres, retransmise en ligne, le Premier ministre présente et explique devant la presse les décisions politiques adoptées et les conditions de leur application.
En 1970, Piet de Jong instaure cette conférence hebdomadaire à la Nieuwspoort de La Haye. Jan Peter Balkenende, à partir de 2007, reçoit parfois la presse au ministère des Affaires générales, mais Mark Rutte réinstaure, en 2010, la tradition de la Nieuwspoort.

## Fin de mandat
Les fonctions du Premier ministre cessent en cas de décès, de démission acceptée par le monarque, de vote d'une motion de censure, d'échec d'un vote de confiance par la Seconde Chambre ou à la suite d'élections législatives. Une fois son successeur nommé, le titulaire sortant signe le document permettant de formellement lui transférer les pouvoirs exécutifs.

## Liste des titulaires
L'actuel titulaire du poste est, depuis le 2 juillet 2024, Dick Schoof (indépendant). Mark Rutte, du Parti populaire pour la liberté et la démocratie (VVD) détient le record de longévité en fonction, à 13 ans, 8 mois et 14 jours. Louis Beel est le seul à avoir occupé le poste de Premier ministre de manière discontinue, en deux mandats, de 1946 à 1948 et à nouveau de 1958 à 1959.

## Sources
- (nl) Cet article est partiellement ou en totalité issu de l’article de Wikipédia en néerlandais intitulé « Minister-president van Nederland » (voir la liste des auteurs).